# Rhabdogaster nitida
Rhabdogaster nitida är en tvåvingeart som beskrevs av Hull 1967. Rhabdogaster nitida ingår i släktet Rhabdogaster och familjen rovflugor. Inga underarter finns listade i Catalogue of Life.